# Reacció en cadena

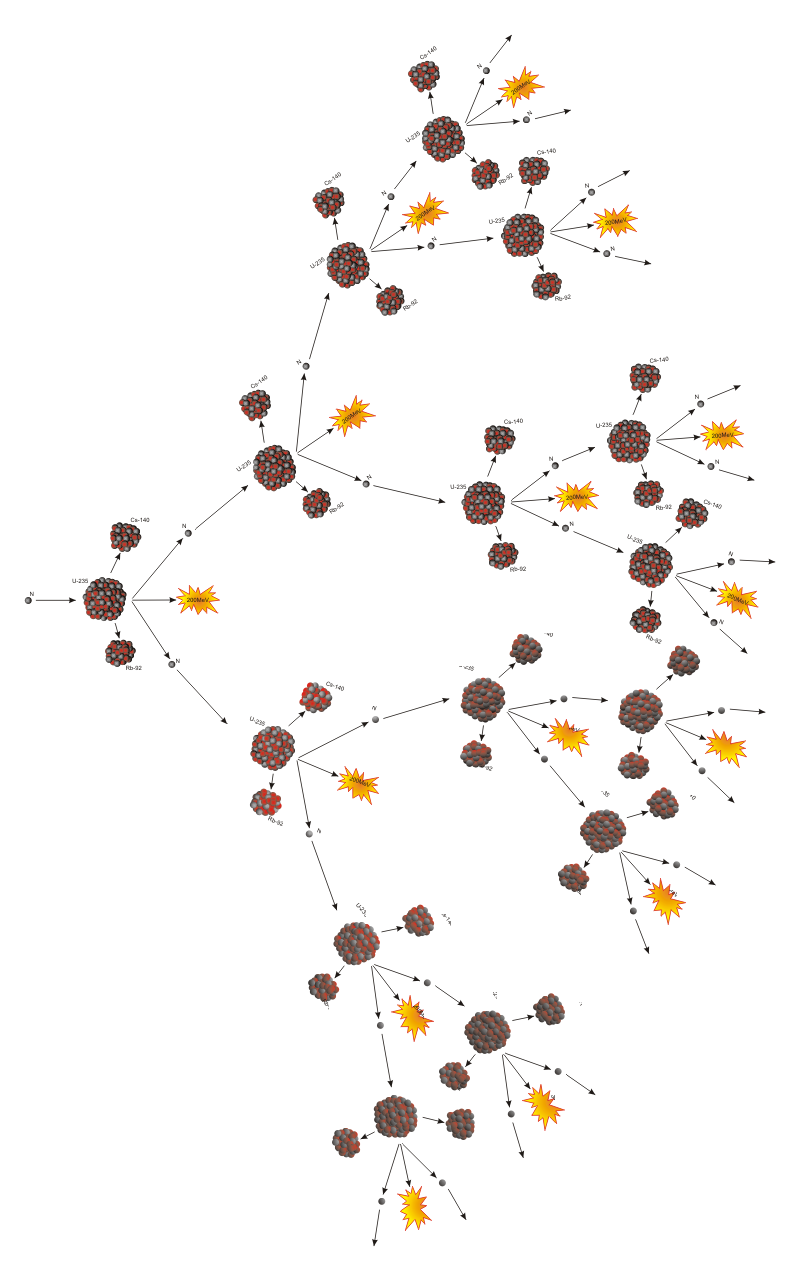
Funcionament d'una reacció en cadena

Una reacció en cadena és una reacció química o nuclear en què el producte de la qual és alhora un dels substrats, donant lloc a una successió de noves reaccions i a una progressió exponencial del nombre de reaccions al llarg del temps.

## Exemples
La reacció en cadena del neutró en la fissió, un neutró amb un àtom fissionable causa una fissió resultant un nombre de neutrons que torna a causar altres fissions. Des de l'inici de l'aparició de la Terra, al seu nucli i a la seva escorça es produeixen fissions nuclears naturals dels elements radioactius que hi ha i que pertanyen a quatre cadenes radioactives, com per exemple la del radó. Aquestes no es produeixen en cadena i són espontànies. L'home pot provocar fissions en cadena i aplicar-les a la tecnologia armamentística, per exemple a la bomba atòmica, o, en reaccions en cadena controlades, a la producció d'energia primària en centrals nuclears, on la reacció en cadena es produeix en un recinte tancat anomenat reactor nuclear.
Reaccions de fusió nuclear en cadena es provoquen a les bombes nuclears d'hidrogen, o bombes H. Hom està desenvolupant i experimentant amb reactors nuclears de fusió d'àtoms de deuteri, per exemple a l'ITER, al qual s'espera aconseguir captar l'energia despresa en les reaccions en cadena controlades. Això ocorre de manera natural per exemple al Sol i les altres estrelles.
També existeixen a la natura nombroses reaccions bioquímiques en cadena a les quals es produeixen llargues molècules, per exemple de polímers plàstics o àcids nucleics.